# Cinema International
Cinema International, voorheen Cinema West en daarna Cinema, was een bioscoop in de wijk Overtoomse Veld in Amsterdam Nieuw-West. De bioscoop was gevestigd aan het August Allebeplein en had sinds 1975 de naam Cinema International, waarbij het van een buurtbioscoop een normale bioscoop werd. De bioscoop werd eind 1999 gesloten.

## Geschiedenis
Aan de Sloterkade was al sinds 1934 de Victoria-bioscoop gevestigd, waar zogenaamde B-films werden gedraaid en oudere films die in het centrum uitgedraaid waren. Men had grootse plannen voor meer buurtbioscopen in de Westelijke Tuinsteden. In 1961 werd gestart met de bouw van een bioscoop met de naam "Cinema West" aan het toen nieuwe August Allebéplein nabij de Postjesweg. Het initiatief kwam van Gerardus van Royen, eigenaar van de REMA N.V die ook andere bioscopen in Amsterdam exploiteerde. Het gebouw werd ontworpen door Leo Borst die ook het omliggende winkelcentrum ontwierp. De bioscoop was in een vrijstaand gebouw gevestigd en bood veel ruimte. Ook was er voor de bezoeker veel gratis parkeerruimte.
Al na een half jaar bleek het aantal bezoekers sterk tegen te vallen. De zaal, die plaats bood aan 531 personen, was vaak maar met 40 of 50 personen bezet. Door deze onderbezetting was het onmogelijk eersteklas premièrefilms te laten zien, maar werden er meestal zogenaamde B-films vertoond en oudere films die in het centrum waren uitgedraaid waardoor de publieke belangstelling nog sterker ging dalen. Het plan voor een nieuwe buurtbioscoop aan de Tussen Meer in Osdorp werd hierdoor nooit uitgevoerd. Uiteindelijk werd in 1971 de bioscoop gesloten.
In 1974 werd de leegstaande bioscoop overgenomen door de Amerikaanse distributiegigant Cinema International Corporation en werd toegevoegd aan haar internationale reeks van theaters en bioscopen. Het gebouw werd verbouwd en naar hoogste maatstaven ingericht. Hierdoor konden er ook weer echte premièrefilms worden vertoond. De naam van de bioscoop werd veranderd in Cinema International en er werd uitgebreid geadverteerd met de nadruk op ruime parkeergelegenheid. Op 20 maart 1975 was de heropening en had het naast de Metropole in Den Haag als enige bioscoop speciale geluidsboxen voor ultralage tonen. Ook konden de stoelen, waarvan het aantal met 203 werd verminderd tot 328, tijdens aardbevingsscènes van bijvoorbeeld de rampenfilm uit 1974 
Earthquake ook echt gaan trillen door de filmtechniek sensurround. 
In de jaren van zijn bestaan werden er uitsluitend 35 millimeter films vertoond, grote films van 70 millimeter werden dan ook in 35 millimeter vertoond. De nabijgelegen Victoria-bioscoop verloor aan de nieuwe bioscoop veel bezoekers en werd daarom in 1976 gesloten.
De bezoekersaantallen voldeden aan de verwachtingen en in 1988 werd de naam gewijzigd in "Cinema" zonder International. CIC was een internationale onderneming waar onder meer Universal en Paramount in deelnamen en onder meer Max van Praag zat in de Nederlandse directie. In 1991 kwam het theater door overnamegolven via Cannon en MGM Cinemas in handen van Pathé. Door dit concern werd de beslissing tot sluiting genomen, waarna eind 1999 de bioscoop voorgoed werd gesloten. Het gebouw werd daarna afgebroken en op de plaats van de bioscoop staat tegenwoordig een politiebureau.